# Ivo Hušnjak
Ivo (Ivica) Hušnjak (Zagreb, 29. travnja 1956.) hrvatski je filmski scenograf, koji je, osim u Hrvatskoj, radio na mnogo projekata i u SAD-u.
Radio je na mnogim međunarodnim i domaćim filmskim projektima. Godine 2002. nominiran je za nagradu Excellence in Production Design za rad na filmu Pad crnog jastreba. Dobitnik je i Zlatne arene 2004. godine za najbolju scenografiju za film Družba Isusova.

## Filmografija
- Moram spavat', anđele (2007.)
- Bumerang (2005., TV)
- Kraljevstvo nebesko (2005.)
- Zabranjena ljubav (2004., TV)
- La Femme Musketeer (2004., TV)
- Družba Isusova (2004.)
- Milost mora (2003.)
- Pad crnog jastreba (2001.)
- Iza neprijateljskih linija (2001.)
- Posljednja volja (2001) (2001.)
- Prašina (2001.)
- Četverored (1999.)
- Mirotvorac (1997.)
- Vrijeme za … (1993.)
- Pijesak vremena (1992., TV)
- Kapetan Amerika (1990) (1990.)
- Rosencrantz & Guildenstern su mrtvi (1990.)
- Zavjera za ubojstvo Hitlera (1990., TV)
- The Recruit (1990.)
- The Twist Of Fate (1989., TV)
- Pursuit (1989., TV)
- Stealing Heaven (1988.)

## Vanjske poveznice
- Ivo Hušnjak u internetskoj bazi filmova IMDb-u (engl.)